# Steven Wright
Pour les articles homonymes, voir Steven Wright (baseball) et Wright.
Steven Wright est un acteur, producteur, réalisateur et scénariste américain, né le 6 décembre 1955 à Cambridge ou New York selon les sources.

## Filmographie

### Comme acteur
- 1985 : Recherche Susan désespérément (Desperately Seeking Susan) : Larry Stillman D.D.S
- 1986 : Coffee and Cigarettes : Steven
- 1988 : The Appointments of Dennis Jennings : Dennis Jennings
- 1988 : Stars and Bars : Pruitt
- 1991 : Men of Respect : Sterling
- 1992 : Reservoir Dogs : K-Billy DJ (voix)
- 1993 : So I Married an Axe Murderer : le pilote
- 1994 : Tueurs nés (Natural Born Killers) : Dr. Emil Reingold
- 1994 : Le Cygne et la Princesse : Speed (voix)
- 1994 : Chérie, vote pour moi (Speechless) : Eddie
- 1994 : Joyeux Noël (Mixed Nuts) : l'homme du téléphone payant
- 1995 : Canadian Bacon de Michael Moore : l'officier RCMP au quartier général
- 1996 : For Better or Worse de Jason Alexander : Cabbie
- 1998 : Les Fumistes (Half Baked) : l'homme sur le canapé
- 1998 : 1999 : Goatman
- 1998 : Babe, le cochon dans la ville (Babe: Pig in the City) de George Miller : Bob (voix)
- 1999 : One Soldier
- 1999 : La Muse (The Muse) : Stan Spielberg
- 2000 : Loser de Amy Heckerling : Pantie Bar Man
- 2003 : Coffee and Cigarettes : Steven (segment Strange to Meet You)
- 2005 : Le Fils du mask (Son of the Mask) : Daniel Moss
- 2006 : Steven Wright: When the Leaves Blow Away (téléfilm)
- 2016 : Horace and Pete (série télévisée) de Louis C.K. : Leon

### Comme scénariste
- 1999 : One Soldier
- 1986 : Coffee and Cigarettes
- 1986 : The Young Comedians All-Star Reunion (téléfilm)
- 1988 : The Appointments of Dennis Jennings
- 2006 : Steven Wright: When the Leaves Blow Away (téléfilm)

### Comme réalisateur
- 1992 : Two Mikes Don't Make a Wright

### Comme producteur
- 2006 : Steven Wright: When the Leaves Blow Away (téléfilm)